# でっかいでっかい野郎
『でっかいでっかい野郎』（でっかいでっかいやろう）は、1969年4月26日に公開された渥美清主演による松竹の日本の映画。

## あらすじ
南田松次郎は、どこへ行っても厄介もの。三池地区の保護司から紹介状を持たされ、父親の故郷若松で保護司をしている山口医院の院長山口を訪れた。山口は夫人の静子や看護婦の友江らを説得して、松次郎を家に置き、さらにダルマ船の清掃夫の就職まで斡旋した。だが、酒に目のない松次郎は、ベテラン船長原田辰吉と大喧嘩。そのうえ、腐ったフグを仲間たちに喰わせ、またしても風来坊になってしまった。ところが、思わぬ事件のお蔭で一躍話題の人となった。それは、ＦＢＩから手配中の金塊の運び屋を叩きのめしたからだった。マスコミに騒がれ、無法松気どりの松次郎を優しくたしなめたのは辰吉の孫娘友江だった。そして、友江から初代無法松一代記を聞かされた松次郎は、すっかり感動。心の人を友江と定め、二代目無法松たらんとこれ勤めた。ところが、友江が夜になるとバーに勤め、さらに明という恋人がいることを知って落胆、いずこへともなく姿を消してしまった。一方、友江は明との結婚を祖父辰吉に承諾してもらえず悩んでいた。そんなある日、松次郎は友江からその一件の相談を受けた。お人好しの松次郎は二人に同情、友江のために辰吉の退職金を盗み御用となってしまった。松次郎を取下げたのは、事の一部始終を知った辰吉だった。そして松次郎は霊験アラタカな白山神社に禁酒を誓った。しかし、効果は皆無、心の人友江の名を呟きながらやけ酒をあおるのだった。

## スタッフ
- 監督：野村芳太郎
- 脚本：野村芳太郎、永井素夫
- 製作：杉崎重美
- 撮影：川又昻
- 音楽：林光
- 録音：栗田周十郎
- 調音：松本隆司
- 照明：三浦礼
- 編集：浜村義康

## キャスト
- 南田松次郎：渥美清
- 山口愛之助：長門裕之
- 山口静子：岩下志麻
- 原田辰吉：伴淳三郎
- 原田友江：中川加奈
- 若松ローズ：香山美子
- 新聞記者：財津一郎
- 片岡明：大野しげひさ
- 権太郎社長：加藤嘉
- 清掃員A：大橋壮多
- 清掃員B：坊屋三郎
- 和尚：関敬六
- 神主：谷幹一
- 刑事：石井均
- ボイラーマン：佐藤蛾次郎
- 犬飼婦長：野村昭子

| スタブアイコン | サブスタブ | この項目は、まだ閲覧者の調べものの参照としては役立たない、映画に関連した書きかけの項目です。この項目を加筆・訂正などしてくださる協力者を求めています（P:映画/PJ:映画）。 |